# Stadio nuovo de Los Cármenes
Lo stadio nuovo de Los Cármenes (in spagnolo Nuevo Estadio de Los Cármenes) è uno stadio della città di Granada, ubicato nel distretto di Zaidín-Frutteti e di proprietà del comune. 
Stadio in cui gioca le partite casalinghe il club calcistico del Granada, ha preso il nome dal campo precedente della squadra, lo stadio Los Carmenes. Granada è conosciuta come la città del Carmens perché il tradizionale quartiere di Albayzín è caratterizzato dalle grandi ville circondate da giardini, le cármenes. Si trova in Avenida de Madrid ed è stato venduto dal club per essere sostituito da un quartiere residenziale.

## Storia
Fu inaugurato il 16 maggio del 1995, e la prima partita ufficiale venne disputata il 6 giugno. Prima il Granada Football Club aveva giocato le partite casalinghe nel vecchio stadio de "Los Carmenes". L'incontro, un'amichevole tra Real Madrid e Bayer Leverkusen, si concluse con la vittoria per 1-0 degli spagnoli: il primo gol in una partita ufficiale fu realizzato da Oscar in Spagna-Armenia Under-21, conclusosi con la vittoria spagnola per 4-0. Gli altri tre gol furono segnati da Roberto, Morales e Raúl.
L'impianto è stato ristrutturato nel 2012, ed attualmente ha una capienza ufficiale di 22.524 spettatori.